# リーフブロワー

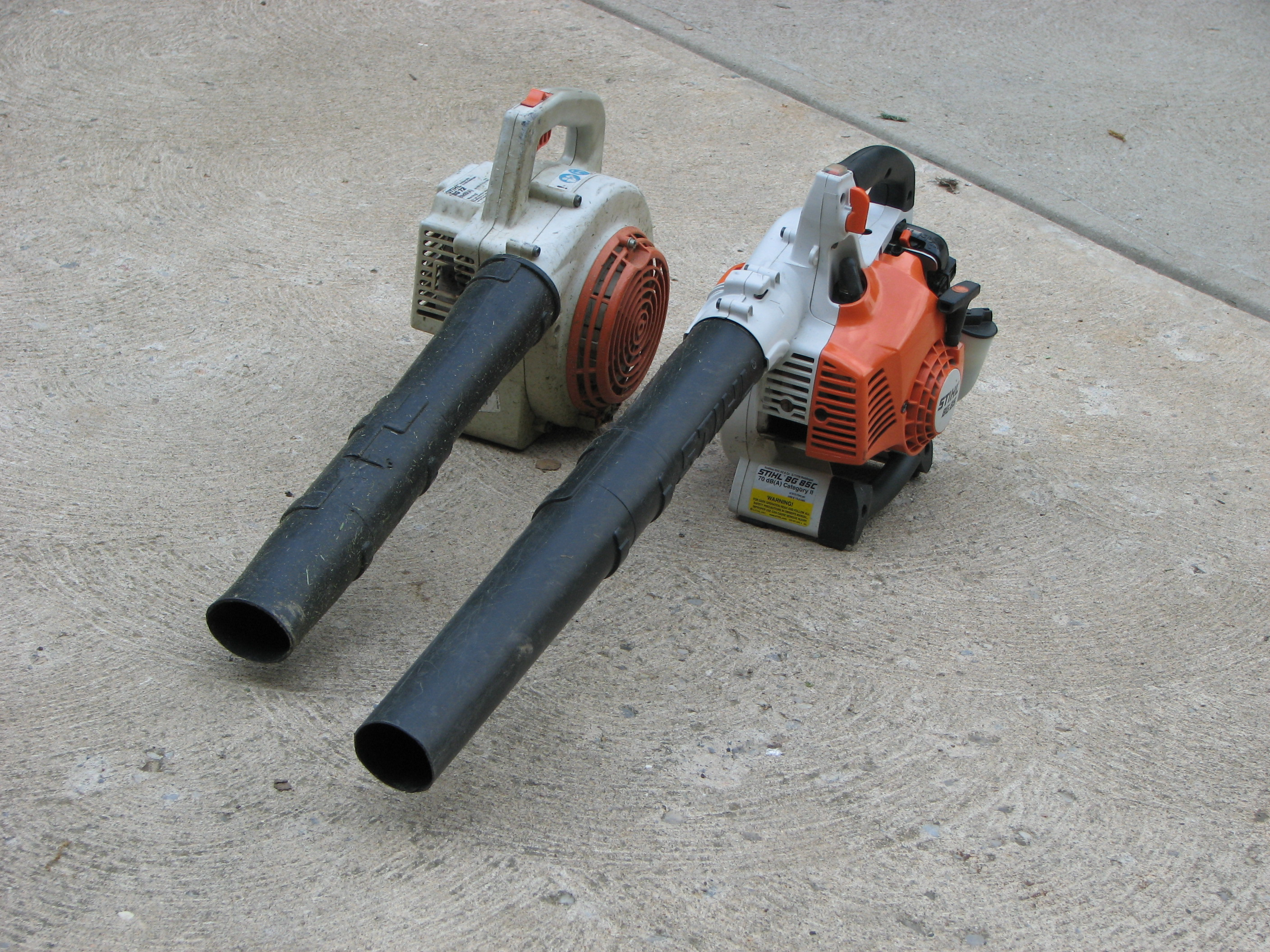
リーフブロワー

リーフブロワー（英語: Leaf blower）とは、空気をノズルから噴き出すことで、落葉や塵、埃などを吹き飛ばす清掃用機械である。単にブロワーやガーデンブロワーとも呼ばれる。
一部の機種は、葉や小枝を吸い込んで細断、袋に蓄積する集塵機能を備えており、ブロワーバキュームと呼ばれる。

## 概要

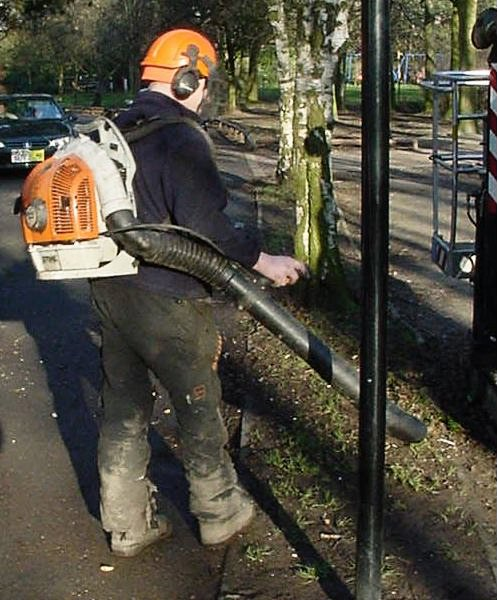
背負い式のブロワー

ブロワーは用途に応じて様々な形態が存在する。駆動方式は大きく電動式かガソリンエンジン式となっており、電動式は更にコード式と充電式に分類される。ガソリンエンジン式は2ストロークエンジンのモデルが多かったが、大気汚染対策として4ストロークエンジンが採用されているモデルも登場し始めている。ブロワーの形状には、手持ち式と背負い式が存在する。手持ち式は大型や重量があるものほど腕への負担が大きくなるが、安価なモデルが多い。背負い式は人間工学の観点からより長期間使用する場合に向いているが、高価なモデルが多い。より大型のものでは車輪付きや自走型の物も存在し、操作は手押しや乗用の形式となる。
ブロワーは箒より時間を節約でき、 旱魃の影響から、カリフォルニアでは庭の清掃作業に水の使用が禁止されていることなどもあって、米国での年間売上高は1990年までに80万台を超え、最も普及した造園機械の一つとなった。

## 歴史
ブロワーの起源は、1947年に日本の共立農機によって発明されたバックパック式動力散布機として始まり、1955年に背負い式ブロワー/散布機を開発、1968年にアメリカで特許を申請した。1972年に株式会社共立として現地法人を設立、1977年には最初のブロワーを販売し、1978年にブランド名をエコーに変更した。
スチール、ウィード・イーター、ハスクバーナなどのライバルメーカーの中で、エコーは1970年代にブロワーの販売が爆発的に増加した。米国でのブロワーの販売台数は、1989年までに100万台超と推定されている。

## 環境および人体への影響

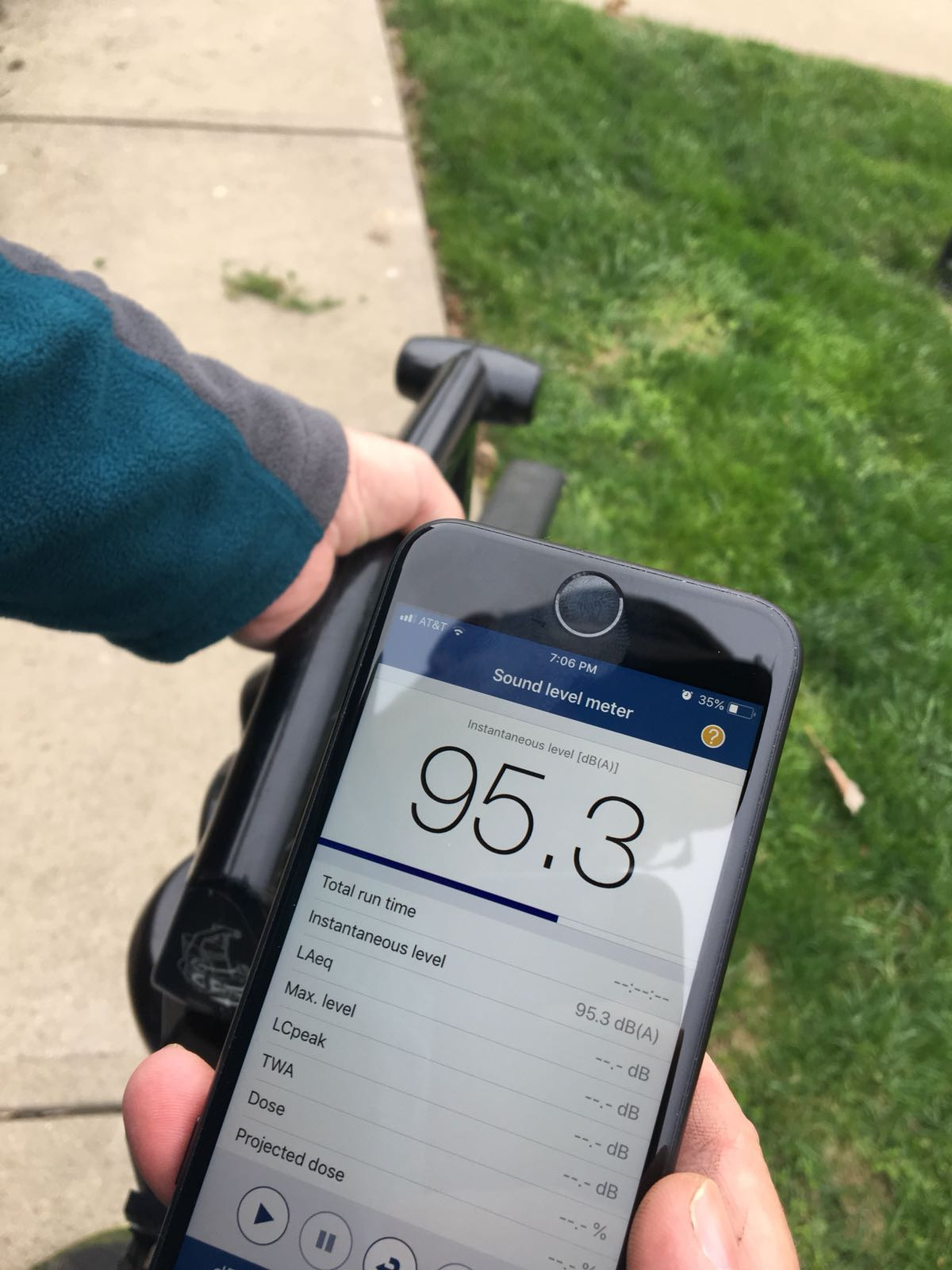
NIOSHサウンドレベルメーターアプリを使用したエンジン式ブロワーの騒音

ガソリンエンジン式造園機械からの排出物は、一般に大気汚染と騒音公害の原因となる。ほとんどのブロワーで使用されている2ストロークエンジンはガソリンとオイルの混合燃料して作動するが、3分の1は燃焼せず、エアロゾルとして排出される。これらの汚染物質は、癌、心臓病、喘息などを引き起こす。2011年の調査によると、ブロワーから30分間で排出されるNMHCの量は、フォードF-150ピックアップトラックをテキサスからアラスカまで運転する量に匹敵することが判明した。
ガソリンエンジンの排気ガスで生成される一酸化炭素、窒素酸化物、炭化水素、および粒子状物質の健康への悪影響に加え、ブロワーは吹き飛ばしによって発生する粉塵問題も発生させる。ブロワーによって引き起こされる粉塵には、農薬、カビ、動物の糞便などにより、病気やアレルギーを引き起こす可能性がある。騒音公害は、作業者と周囲の両方に難聴を引き起こすレベルを超える騒音の可能性があるため、ブロワーでもこの点が懸念されている。ブロワーは、芝生維持や造園業の作業者に職業性難聴を引き起こす。最近の研究では、ノースカロライナ州のいくつかの公立大学の造園業の職業騒音曝露を評価し、ブロワーから平均89dBの騒音レベルと106dBに達する最大音圧レベルを計測した。これはアメリカ合衆国国立労働安全衛生研究所の推奨暴露限界である85dBを遥かに超えている計測値となった。

### 禁止
ブロワーが米国に導入された際、カリフォルニア州の1975年にカーメル・バイ・ザ・シー、1978年にビバリーヒルズで騒音公害により使用禁止となった。現在、ブロワーを禁止しているカリフォルニアの都市は20あり、住宅街内でのエンジン式ブロワーの使用を禁止対象としている。他の80の都市では、使用や騒音、その両方を制限する条例が存在している。

### 静音性
騒音と大気汚染に関する1995年のカリフォルニア州の規制を満たすために、ブロワーメーカーは規制に準拠するようにエンジン設計を変更したが、1999年の規制はより厳しく、より静音性に配慮した2ストロークエンジン設計変更を行わざるをえなかった。米国の郊外住宅地でブロワーが許容されるまで、多くの地域では使用を禁止されていた。 2000年代半ばに、そして批評家にさらに答えるために、メーカーは再びブロワーを進化させ、ニッカド電池を動力源とする最初のコードレスブロワーを開発した。バッテリー駆動のブロワーの設計は、現在市販されているほとんどのコードレスリーフブロワーを組み込んだ、より強力で実行時間が長いリチウムイオンバッテリーによってさらに改善された。コードレスブロワーはゼロ・エミッションを考慮し、エンジン式と比較して、約70％のの騒音が削減されているとされる。